# Llum fluorescent
|  | «Fluorescent» redirigeix aquí. Vegeu-ne altres significats a «Fluorescència». |

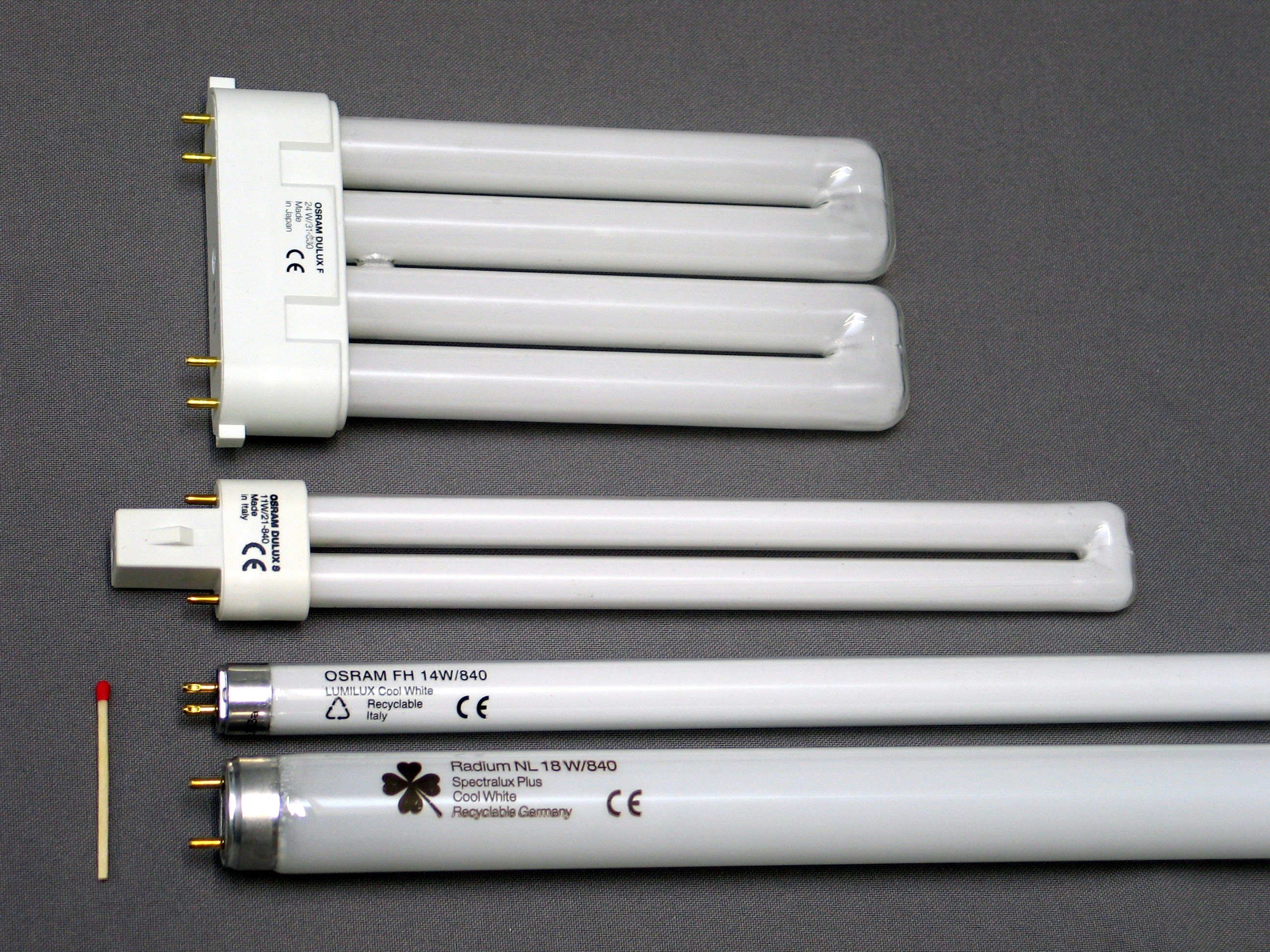
Llums fluorescents

Un llum fluorescent o làmpada de llum freda, anomenat normalment fluorescent, està format per un tub de vapor de mercuri o bulb de vidre fi revestit interiorment amb diverses substàncies químiques compostes anomenades fòsfors, encara que generalment no contenen l'element químic fòsfor, que emeten llum visible en rebre una radiació ultraviolada. El tub conté una petita quantitat de vapor de mercuri i un gas inert, habitualment argó, tot això a una pressió lleugerament inferior a l'atmosfèrica. Així mateix, als extrems del tub hi ha dos filaments de tungstè. Per tant, la fluorescència és l'emissió de radiació per àtoms o molècules que han estat excitats per absorció de fotons (usualment de llum ultraviolada).
Ha derivat en el llum fluorescent compacte, un sistema de llum de baix consum.

## Història
El més antic antecedent de la il·luminació fluorescent possiblement és l'experiment realitzat i descrit el 1707 per Francis Hauksbee, que va generar per ionització electroestàtica del vapor de mercuri una llum blavosa que aconseguia per llegir un escrit. Posteriorment, el físic alemany Heinrich Geissler va construir en 1856 un dispositiu mitjançant el qual va obtenir una llum de brillantor blavosa a partir d'un gas enrarit tancat en un tub i excitat amb una descàrrega elèctrica. A causa de la seva forma, aquest dispositiu va passar a anomenar-se «tub de Geissler». A la Fira Mundial de 1893 van ser mostrats dispositius fluorescents desenvolupats per Nikola Tesla.
El 1891, l'inventor nord-americà Daniel McFarlane Moore, col·laborador de Tesla, va començar a dur a terme experiments amb tubs de descàrrega gasosa. Va crear així el 1894 la «làmpada Moore», que es tractava d'un llum comercial que competia amb les bombetes de llum incandescents inventades pel seu antic cap Thomas Alva Edison. Aquests llums, que contenien nitrogen i diòxid de carboni, emetien llum blanca i rosada respectivament, i van tenir un èxit moderat. El 1904, les primeres d'aquestes làmpades es van instal·lar en uns magatzems de la ciutat nord-americana de Newark. Com que les tasques d'instal·lació, manteniment i reparació d'aquestes làmpades eren dificultoses, no van tenir èxit.
El 1901, Peter Cooper Hewitt va mostrar el seu llum de vapor de mercuri, la qual emetia llum de coloració verda-blava, que era impròpia per a la majoria dels usos pràctics. No obstant això, el seu disseny estava molt a prop del dels llums actuals, a més de tenir més eficiència que els seus similars incandescents.
El 1926, Edmund Germer, Friedrich Meyer i Hans Spanner van proposar incrementar la pressió del gas dins del tub i recobrir-lo internament amb una pols fluorescent que absorbís la radiació ultraviolada emesa per un gas en estat de plasma, i la convertís en una llum blanca més uniforme. La idea va ser patentada l'any següent i posteriorment la patent va ser adquirida per l'empresa nord-americana General Electric i sota la direcció de George E. Inman la va posar a punt per al seu ús comercial el 1938. Els coneguts tubs rectes i d'encesa per preescalfament es van mostrar per primera vegada al públic a la Fira Mundial de Nova York l'any 1939. Des d'aleshores, els principis de funcionament s'han mantingut inalterats, llevat de les tecnologies de manufactura i matèries primeres usades, cosa que ha redundat en la disminució de preus i ha contribuït a popularitzar aquests llums a tot el món.

## Prestacions
Una qüestió curiosa és que la quantitat de llum que emet depèn no només del revestiment luminescent, sinó també de la superfície emissora, de manera que en variar la potència varia la mida; per exemple, la de 20 W fa uns 60 cm; la de 40 W, 1'20 m i la de 60 W, 1'50 m. (actualment serien de 18, 36 i 58 W respectivament).
Al mercat podem trobar diferents models amb diferents temperatures de color. La temperatura de color és compresa generalment entre els 3.000 K i els 6.500 K (del blanc càlid a claror de dia freda). Tanmateix, actualment, es poden aconseguir tubs amb una àmplia gamma de temperatura de color, cosa que permet de trobar amb relativa facilitat models que van des dels 2.700 K fins als 8.000 K.

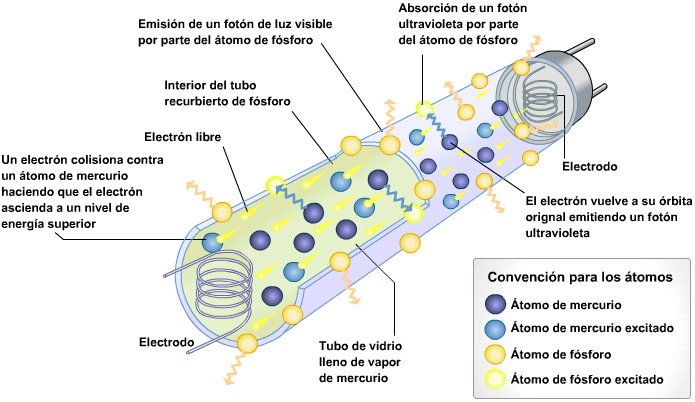
Recordeu que el "fòsfor" que es menciona en el dibuix es refereix a un tipus de substància fosforescent

## Avantatges
L'avantatge dels llums fluorescents envers la bombeta d'incandescència és que té un rendiment lluminós molt més alt. Les làmpades fluorescents tenen un rendiment lluminós que es pot estimar entre 50 i 90 lúmens per vat (lm/W).
| tipus                    | lm/W   |
| ------------------------ | ------ |
| Làmpada d'incandescència | 10-20  |
| Tub fluorescent          | 46-100 |

La vida útil és també molt més gran que la de les làmpades d'incandescència. Pot variar amb facilitat entre les 5.000 i les més de 15.000 hores (entre 5 i 15 vegades més), duració que depèn de diversos factors, com ara el tipus de làmpada fluorescent o l'equip complementari que s'hi utilitzi. L'índex de rendiment de color habitualment va de 62 a 93, sent el valor de 100 la representació correcta dels colors en els objectes il·luminats i 70 un valor considerat acceptable.

### Consum d'energia
El gran avantatge d'aquest tipus de làmpades és el seu, relativament, reduït consum d'energia, ja que tenen un rendiment entre 50 i 80 lm/W (lumens per watt de potència), davant de les làmpades tradicionals d'incandescència (entre 10 i 15lm/W), que el seu consum és més gran i, fins i tot, davant d'altres tipus de llum, excepte els més recents. Això ha portat a un ús molt extens, especialment en edificis d'ús públic i oficines, però en el consum intervé no només el llum, sinó també la lluminària i el sistema d'encesa. Qualsevol balast de reactància i encebador consumeix més que el seu semblant de tipus electrònic, de manera que hi ha possibilitats d'estalvi energètic només amb canviar el balast per un més modern, canvi que a més elimina altres inconvenients com el parpelleig i l'encesa diferida.

### Parpelleig
Les làmpades fluorescents, amb el sistema d'encesa de reactància i encebador, no donen una llum contínua, sinó que mostren un parpelleig que depèn de la freqüència del corrent alterna aplicat. Això no es nota gaire a simple vista, però una exposició contínua a aquesta llum pot donar mal de cap. L'efecte és el mateix que si es configura un monitor d'ordinador a 52 Hz.
Aquest parpelleig pot causar l'efecte estroboscòpic, de manera que un objecte que giri a certa velocitat podria veure's estàtic sota una llum fluorescent. Per tant, en alguns llocs (com ara tallers amb maquinària) podria no ser recomanable aquesta llum.
El parpelleig, encara que poc perceptible, pot afectar notablement la salut d'algunes persones amb alguns tipus migranyes, epilèpsia i, en alguns casos, el seu efecte és tan devastador per a la salut que n'hi ha que queden exclosos completament d'alguns àmbits públics (biblioteques, treball, esports, etc.) en què solen utilitzar-se aquest tipus d'il·luminació.
El parpelleig també causa problemes amb les càmera de vídeo, ja que la freqüència a la qual llegeix la imatge del sensor pot coincidir amb les fluctuacions (oscil·lacions) en intensitat del llum fluorescent.
No obstant això, amb un balast electrònic no hi ha tal problema, ja que aquest dispositiu converteix la freqüència del corrent de 50 o 60 Hz a 20 kHz i no es nota el parpelleig més que en una làmpada incandescent normal.

### Vida útil
La vida útil dels llums fluorescents es redueix notablement si s'encenen i s'apaguen freqüentment, ja que l'acció d'encendre els costa molt més que mantenir-se enceses.
Els llums fluorescents amb balast antic no es poden connectar a un atenuador normal o dimmer (un regulador per controlar la brillantor). Hi ha làmpades especials (de 4 contactes) i controladors especials que permeten fer servir un interruptor amb regulador d'intensitat.
Des de mitjans de la dècada dels 80, hi ha una solució per evitar aquests inconvenients, que és el balast electrònic, que ha cobrat gran importància a partir de mitjans dels 90. En aquest sistema es fa funcionar al tub de la mateixa manera que en la forma tradicional, però aquesta vegada en una freqüència de més de 20 kHz amb la qual cosa s'evita completament l'efecte estroboscòpic, aconsegueix que el parpelleig sigui invisible per a l'ull humà (i alhora que les càmeres de vídeo difícilment aconsegueixin captar-ho), i que desapareguin sorolls per treballar per sobre de l'espectre audible. En definitiva, s'obté una millora del 10% en el rendiment del llum, un menor consum, menys calor dissipada, silenci absolut de la reactància i més vida útil als tubs.
La seva longitud d'ona abans de ser capturada pel fòsfor és d'aproximadament 250 a 370 nm (nanòmetres), dins de l'espectre UV.

### Desavantatges
Cal tenir en compte que aquest tipus de làmpades (fluorescents) són considerades residus perillosos a causa del seu contingut de vapor de mercuri que produeix enverinament per mercuri, per la qual cosa s'han de rebutjar adequadament per evitar efectes ambientals negatius. Normalment, a Europa, hi ha punts de recollida a la majoria dels supermercats, i és molt important dipositar-les sense trencar-les, perquè el més perillós és el contingut de vapor de mercuri. El vapor indueix enverinament per mercuri quan s'inhala.

## Reactància
Normalment s'anomena reactància a l'estabilitzador, per raó que en passar-hi un corrent altern la bobina de l'estabilitzador hi presenta una reactància inductiva. En el cas de la làmpada fluorescent, s'instal·la de la manera següent:

Instal·lació d'un fluorescent utilitzant un interruptor d'arrencada automàtica. A: tub fluorescent, B: Entrada de 220 volts, C: Encebador, D: Termòstat bimetàl·lic, E: Condensador, F: Filaments, G: Reactància inductiva

En general, els reactàncies, en ser elements que van connectats a la xarxa elèctrica domiciliària, han d'estar fabricats segons normes IRAM o CE. En el mercat hi ha reactàncies per a diferents potències. Alguns dels valors normalitzats són 7/9/11, 15, 18, 20, 30, 36, 40, 58/65 watts.

## Encebador elèctric

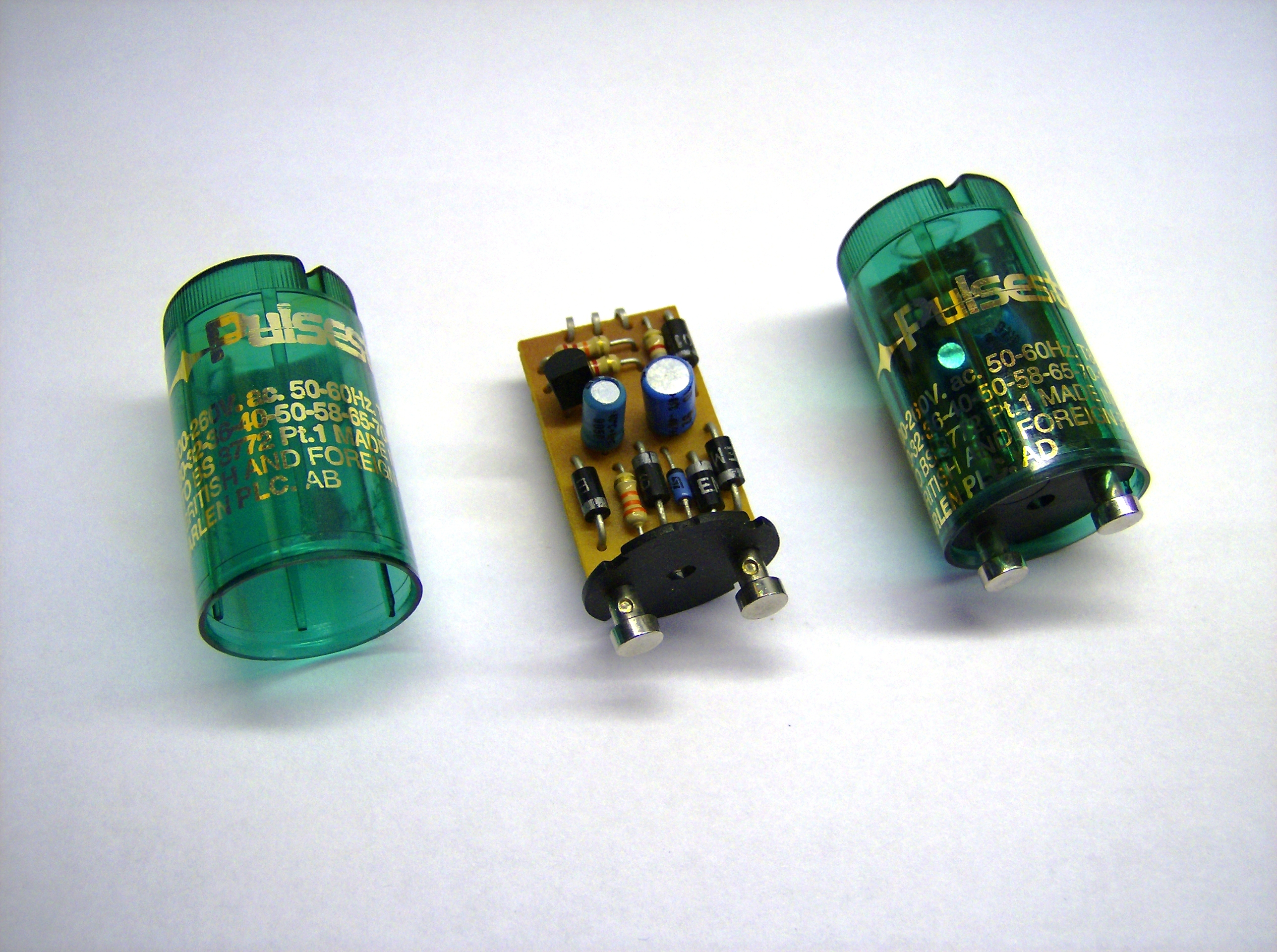
Cebadors electrònics per làmpades fluorescents

Hi ha una tècnica de preescalfament que utilitza una combinació filament - càtode en cada extrem del llum en conjunció amb un interruptor mecànic o automàtic (vegeu el diagrama del circuit) que inicialment connectar els filaments en sèrie amb la reactància i d'aquesta manera de preescalfen els filaments abans de saltar la guspira, procés que a Amèrica del Nord, s'anomena preescalfament, mentre que a altres llocs s'anomena  Switchstart.
Aquests sistemes són equip estàndard en els països de 200-240 V (100-120 V i per a llums de fins a uns 30 watts), i en general fan una guspira d'arrencada. Abans de la dècada de 1960, s'utilitzaven també encebadors tèrmics i interruptors manuals. De vegades s'utilitzen arrancadors electrònics amb làmpada electromagnètica.
L'encebador automàtic que es mostra a la fotografia de l'esquerra consisteix en un petita làmpada de descàrrega de gas, de neó o argó que conté en paral·lel un interruptor N.O. de lama bi-metàl·lica. Funciona com un relé de temps, connectant els filaments del tub fluorescent durant uns segons al començament, després es desconnecta, generant una tensió de més de 1000 Volts, suficient per causar una descàrrega que encén el tub.

## Classificació d'eficàcia energètica
Establerta per la Unió Europea l'any 2000, la classificació d'eficàcia energètica dels estabilitzadors pot expressar en la forma: EEI=clase (p.e. EEI=B2). Normalment apareix sobre la reactància. Els fabricants de làmpades o lluminàries, no tenen obligació de fer-ho aparèixer en les carcasses, però es pot trobar en el corresponent lloc web, d'accés lliure.
Les diferents classes d'estabilitzadors definits en la norma europea EN 50294 de desembre de 1998 són:
- Classe D: estabilitzadors magnètics de gran pèrdua.
- Classe C: estabilitzadors magnètics de pèrdues mitjanes.
- Classe B2: estabilitzadors magnètics de pèrdues petites.
- Classe B1: estabilitzadors magnètics de pèrdues molt petites.
- Classe A3: estabilitzadors electrònics.
- Classe A2: estabilitzadors electrònics de pèrdues reduïdes.

Estabilitzadors regulables:
- Classe A1: estabilitzadors electrònics regulables, segons la norma han de tenir un rendiment almenys equivalent a un 100% als de la classe A3.[13]

El 2000, la Unió Europea ha decidit la prohibició progressiva de la venda d'alguns tipus de reactàncies:
- Classe D a partir del 21 de maig de 2002.[15]
- Classe C a partir del 21 de novembre de 2005.[15]

El reglament 245/2009 preveia prohibir el 2017 les classes d'eficàcia inferiors a la classe A2, però el reglament 347/2010 ha suprimit aquesta previsió.